# Leptosphaeria rivularis
Leptosphaeria rivularis är en svampart som beskrevs av E. Bommer, M. Rousseau & Sacc. 1891. Leptosphaeria rivularis ingår i släktet Leptosphaeria och familjen Leptosphaeriaceae.   Inga underarter finns listade i Catalogue of Life.